# Wilhelm Steputat

Wilhelm Steputat

Wilhelm „Willy“ Steputat (* 29. Februar 1868 auf dem Rittergut Bokellen (heute Frunsenskoje), Kreis Gerdauen in Ostpreußen; † 1. Januar 1941 ebenda) war ein deutscher Verleger, Jurist und Politiker preußisch-litauischer Abstammung.

## Leben
Wilhelm Steputat besuchte das Gymnasium in Insterburg und studierte in Königsberg, Genf und Greifswald Jurisprudenz und Betriebswirtschaftslehre. Darüber hinaus galt sein Interesse der Literatur und der Lyrik. Er verfasste eigene Gedichte und noch während seiner Studienzeit gab er 1891 sein erstes Buch, das „Reim Lexikon“, beim Philipp-Reclam-Verlag in Leipzig heraus. Das zu diesem Zeitpunkt erstmals erschienene Reimlexikon wurde bis heute immer wieder neu überarbeitet und verlegt. Seine Dissertationsschrift zum Thema „Die verfassungsrechtliche Stellung der deutschen Landesherren zur deutschen Gerichtsbarkeit“ reichte er 1892 an der Universität Greifswald ein. Nach der Promotion zum Dr. jur. wurde er 1906 Regierungsrat in Gumbinnen.
Von 1913 bis 1918 war Wilhelm Steputat Mitglied des Preußischen Abgeordnetenhauses, in dem er den Wahlkreis Regierungsbezirk Gumbinnen 1 (Stadt- und Landkreis Tilsit) vertrat. Als preußischer Abgeordneter bemühte er sich (vergebens) um die Zulassung des Litauischen an den Volksschulen. Er war Mitglied der deutschkonservativen Fraktion. Seine Militärdienstzeit beendete er im Rang eines Hauptmanns.

## Erster Weltkrieg
Am Ersten Weltkrieg nahm Wilhelm Steputat als Rittmeister teil. Er war hier dem Stab des Oberkommandos Ost als Leiter der Pressestelle III mit Sitz in Tilsit zugeteilt. Die inhaltlichen Aufgabenstellungen der Pressestelle wurden durch die Sektion III b im Großen Generalstab, ab 1916 dann durch das Kriegspresseamt und durch die im Oktober 1914 im Auswärtigen Amt in Berlin gegründete Zentralstelle für Auslandsdienst bestimmt. Leiter der Zentralstelle war der ehemalige Botschafter Freiherr Alfons Mumm von Schwarzenstein (1859–1924). Zur Pressestelle gehörten als Personal unter anderem der Zahlmeister Stigliorus, der litauische Buchdrucker Jagomast und mehrere Soldaten, die vor dem Krieg Berufe im Druckgewerbe ausgeübt hatten. Die Aufgabe der Pressestelle bestand in der Anfertigung, Produktion und Verteilung von Plakaten, Flugblättern und Druckschriften zur Kriegspropaganda im Sinne Deutschlands. Die Presseerzeugnisse waren vor allem für die Bevölkerung in den besetzten Gebieten, also für Russen und Litauer bestimmt. Des Weiteren trug er im Zuständigkeitsbereich des „OberOst“ die Verantwortung für die Pressezensur der lokal herausgegebenen Druckerzeugnisse. Ab 1915 gab die Pressestelle die für Litauen bestimmte Zeitschrift „Dabartis“ – Gegenwart – heraus. Diese deutschfreundliche Propagandazeitschrift erschien zuerst wöchentlich und in der Folgezeit bis 1918 dann als tägliche Ausgabe. Bis zur Nr. 88 zeichnete Steputat als Redakteur verantwortlich. Im April 1916 zog die Pressestelle III in das von deutschen Truppen besetzte Kaunas und organisierte ihre Arbeit dann von hier aus.
Neben der Leitung der Pressestelle fungierte Wilhelm Steputat im Stab des Oberkommandos Ost zugleich als Verbindungsmann zwischen der Obersten Heeresleitung Berlin und dem Auswärtigen Amt. Hier war sein Dienstvorgesetzter der Leiter der Zentralstelle für Auslandsdienst im Auswärtigen Amt Alfons Mumm von Schwarzenstein (1859–1924). Die Fäden für den im Oktober 1914 geschaffenen Nachrichtendienst im Auswärtigen Amt hielt aber Matthias Erzberger (1875–1921) in der Hand. Die Zentralstelle gab in regelmäßigen Abständen einen Depeschendienst für ausländische Zeitungen heraus, ließ durch ausländische Verlage Broschüren, Bücher, Artikel oder Plakate über die deutsche Kultur und „Friedensliebe“ Deutschlands drucken. Für bestimmte Personengruppen in den besetzten Gebieten oder deutsche Minderheiten gab sie, oft in getarnter Form, selbst Zeitschriften heraus. Und speziell für die Bevölkerung in den besetzten Gebieten Polens, Litauens und Lettlands ließ sie antirussische Plakate und Flugblätter anfertigen und verbreiten. Da die Propagandaarbeit im Ausland oft nicht zu trennen war von der Informationsbeschaffung aus den jeweiligen Gebieten arbeitete sie auch mit geheimen Informationsquellen bzw. Multiplikatoren zur Beeinflussung der Meinungsbildung in den jeweiligen Territorien zusammen. Eine solche Person war der litauische Journalist und Politiker Juozas Gabrys (1880–1951). Eine erste gemeinsame Zusammenkunft zwischen Steputat und Gabrys fand am 9. November 1915 in Stuttgart statt. Zu dieser Zeit wohnte Gabrys noch in Lausanne und erklärte sich bei diesem Treffen bereit, an der Seite Deutschlands für die Freiheit Litauens aktiv zu werden. Diese Zusammenarbeit erstreckte sich vor allem auf die Verpflichtung zur Propagandaarbeit für Deutschland. Eingeschlossen hierbei die Agitation gegen Russland, um so einen Keil zwischen den Beziehungen von Russen und Litauern zu treiben. Und er war bereit, sich in seinen politischen Netzwerken in Litauen für die Gewinnung seines Landes und Bevölkerungsteile als Bündnispartner für Deutschland einzusetzen. Für diese Zusammenarbeit wählte er den Decknamen „Käufer“ und bekam von Steputat die Zusage für eine monatliche Zahlung von 1.000 Mark. Zusätzlich wurden Sonderleistungen für bestimmte Aufwendungen bei der Umsetzung der getroffenen Vereinbarungen abgesprochen. Im Januar 1916 nahm Juozas Gabrys dann nach genaueren Instruktionen seine Arbeit in Litauen auf. So organisierte er bestimmte politische Kampagnen, rief die erste litauische Konferenz ins Leben und veröffentlichte Aufrufe, Memoranden oder auch journalistische Texte. So schrieb er auch mehrmals Artikel und Texte für die Zeitschrift „Dabartis“. Eine dabei für Steputat erbrachte Sonderleistung war die Übergabe der Kongressprotokolle des litauischen Nationalkongresses, für die er allein 40.000 Mark erhielt. Jedoch gestaltete sich die Zusammenarbeit ab dem Zeitpunkt immer schwieriger als das deutsche Militär im besetzten Teil Litauens die politische Macht immer massiver ausübte. Einschneidende Zäsuren waren hier die Durchsetzung deutscher Machtinteressen ab April 1916 von Kaunas aus und dann ab März 1917 in Vilnius. Beispiele grausamer Behandlung der litauischen Bevölkerung mehrten sich, militärische Übergriffe, Zwangsverordnungen und nicht zuletzt die entsetzliche Versorgungslage, in der sich die in Litauen lebenden Menschen befanden, führten immer mehr dazu, dass Gabrys sich auf die Seite seiner Landsleute schlug.

## Wieder in der Heimat
Am 30. November 1917 nahm Wilhelm Steputat an der Gründungsveranstaltung der deutsch-litauischen Gesellschaft (DLG) im Gebäude des Berliner Reichstages teil. Zwischen 1921 und 1923 war er Landespräsident im Memelländischen Landesdirektorium des von Ostpreußen getrennten Memellandes. Nach der Annexion des Memellandes durch Litauen 1923 zog er sich auf sein Gut Bokellen zurück.
Wilhelm Steputat verstarb am 1. Januar 1941 auf dem Rittergut Bokellen in Ostpreußen.

## Werke
- Deutsches Reimlexikon. Philipp-Reclam-Verlag, Leipzig [1891]; als Reimlexikon, Reclam, Stuttgart 2009, ISBN 978-3-15-018622-0.
- Die verfassungsrechtliche Stellung der deutschen Landesherren zur deutschen Gerichtsbarkeit, 1892
- Die Trappisten, auch ein Werdegang. Curt Wigand, Leipzig 1904.
- Litauischer Sprachführer. Lituania, Tilsit 1915 (online).